# Roman Rakowski
Roman Rakowski, ps. „Grab”, „Długi” (ur. 18 marca 1924 w Tymowej) – komandor Marynarki Wojennej RP, działacz spółdzielczy i kombatancki, prawnik; w okresie II wojny światowej harcerz Szarych Szeregów, oficer Kedywu ZWZ-AK, uczestnik akcji „Burza” we Lwowie. Kawaler Orderu Virtuti Militari.

## Życiorys
Ukończył szkołę podstawową i gimnazjum nr 350 im. marsz. Józefa Piłsudskiego w Brzesku. W 1934 wstąpił do harcerstwa, służąc w miejscowej drużynie im. ks. Józefa Poniatowskiego. Po wybuchu II wojny światowej wraz z drużyną pomagał ludności polskiej przy ewakuacji oraz brał udział w akcjach ukrywania broni pozostałej po wycofującym się Wojsku Polskim. W 1940 po rozbiciu drużyny przez siły okupacyjne, został zaprzysiężony w Szarych Szeregach przyjmując pseudonim Grab. Początkowo był członkiem Bojowych Szkół, a później Grup Szturmowych. Następnie w związku ze scaleniem Szarych Szeregów i Związku Walki Zbrojnej, został przekazany do dyspozycji Kedywu Okręgu Kraków ZWZ w Inspektoracie Nowy Sącz, a następnie przydzielony do odtwarzanego 1 Pułku Strzelców Podhalańskich Armii Krajowej. W 1941 skierowany do szkoły podoficerskiej ZWZ w Podhalańskiej Spółdzielni Owocarskiej w Tymbarku w ramach akcji o kryptonimie „Tymoteusz”. Po przeszkoleniu, w grudniu 1942 ze specjalnością w dywersji i odwecie został wysłany na placówkę w Inspektoracie Tarnów i przydzielony do wydzielonej jednostki specjalnej 993/W (wykonawczej) wykonującej wyroki wojskowego sądownictwa specjalnego. Brał udział w akcjach likwidacyjnych, odwetowych, a także m.in. w odbiciu 16 żołnierzy AK więzionych w Grybowie.
4 lutego 1944 z rozkazu ppłk Stefana Tarnawskiego „Tarło” w ramach przygotowań do akcji „Burza” został przeniesiony do zachodniego Lwowa, gdzie dołączył do II Oddziału (Kedyw) Okręgu Lwów AK, wchodząc w skład 26 Pułku Armii Krajowej. 3 maja 1944 rozkazem komendanta obszaru lwowskiego, płk Władysława Filipkowskiego ps. „Cis” „Janka”, został mianowany na stopień podporucznika czasu wojny. 
23 lipca 1944 podczas akcji Burza we Lwowie walczył w Śródmieściu, w drużynie por. Jerzego Gardymika „Romana”, a następnie został skierowany do Politechniki Lwowskiej, przy ul. Leona Sapiehy. Brał udział w walkach o hotel George, kościół Karmelitów, a następnie wrócił na politechnikę. Wraz z kpt. Janem Kozikiem ps. „Karski”, „Walek” brał udział w walkach o Kortumową Górę, za które rozkazem gen. Władysława Filipkowskiego z dn. 26 lipca 1944 otrzymał Krzyż Orderu Wojennego Virtuti Militari V klasy. Następnie został skierowany do osłony Sztabu VI Okręgu AK, przy ul. Kochanowskiego 27. Po zakończeniu operacji był więziony przez NKWD we Lwowie, a następnie wraz grupą kilkuset żołnierzy deportowany do Jarosławia celem wcielenia przymusowego do Armii Berlinga. 29 listopada 1944 zbiegł i ukrywał się w klasztorze oo. Dominikanów, następnie ucharakteryzowany na zakonnika, pod fałszywym nazwiskiem przerzucony do zakonu oo. Bernardynów w Leżajsku, gdzie ukrywał się do 20 stycznia 1945. Po kontakcie z dowódcą Inspektoratu Tarnów ppłk Stefanem Musiałkiem-Łowickim ps. „Mirosław”, został członkiem Zrzeszenia Wolność i Niezawisłość. Otrzymał polecenie wstąpienia do I Oficerskiej Szkoły Piechoty Ludowego Wojska Polskiego w Krakowie, celem przekazywania informacji wojskowych do WiN. W maju 1945 jego batalion został przeniesiony do III Oficerskiej Szkoły Piechoty w Inowrocławiu. Po zakończeniu II wojny światowej nie ujawnił się, a po utraceniu kontaktu z łącznikiem WiN, który został aresztowany, nie odnowił kontaktu z organizacją. 4 grudnia 1946 roku po rozformowaniu OSP nr 3, został przeniesiony do Oddziału I Sztabu Głównego Marynarki Wojennej PRL. W styczniu 1948 wskutek inwigilacji prowadzonej przez Oddział II Głównego Zarządu Informacji, po ujawnieniu faktu i przebiegu służby w AK, rozkazem admirała Włodzimierza Steyera w dniu 16 kwietnia 1948 został przeniesiony w randze kapitana marynarki w stan spoczynku i zwolniony ze służby, unikając dzięki działaniom kmdr Jerzego Staniewicza dalszych konsekwencji. 
Po zakończeniu służby wojskowej ukończył studia prawnicze na Uniwersytecie Jagiellońskim. Ze względów politycznych nie przyjął jednak nominacji sędziowskiej. Po odbyciu praktyk zawodowych związał się ze spożywczym ruchem spółdzielczym. W 1965 przez cztery miesiące był więziony w Wojewódzkim Urzędzie Bezpieczeństwa Publicznego w Gdańsku pod zarzutem nieujawnienia w dokumentach służby w Armii Krajowej. Do osiągnięcia wieku emerytalnego pracował w ruchu spółdzielczym „Społem”, pełniąc funkcje prezesa i wiceprezesa Spółdzielni Spożywców „Społem” w Sopocie i Gdańsku, a także prezesa Gdańskiego Oddziału Wojewódzkiego Centralnego Związku Spółdzielni Spożywców „Społem”. W okresie PRL pozostawał zaangażowany w inicjatywy mające na celu upamiętnianie żołnierzy AK.
W 1989 był jednym ze współzałożycieli Okręgu Pomorskiego Światowego Związku Żołnierzy Armii Krajowej (założonego jako Stowarzyszenie Żołnierzy Armii Krajowej na Pomorzu), członkiem zarządu okręgu i pierwszym prezesem koła Gdańsk-Wrzeszcz. Od 2002 pełni funkcje prezesa zarządu koła Gdańsk-Wrzeszcz Związku Inwalidów Wojennych Rzeczypospolitej Polskiej, od 2008 prezesa okręgu pomorskiego, a w latach 2009–2014 był wiceprezesem Zarządu Głównego organizacji. W latach 2012–2013 był przewodniczącym Rady Kombatantów i Osób Represjonowanych Województwa Pomorskiego przy Urzędzie Marszałkowskim w Gdańsku. W III RP awansowany do stopnia komandora Marynarki Wojennej RP w stanie spoczynku i uhonorowany wieloma odznaczeniami państwowymi.  
Jego syn, Wojciech Rakowski (ur. 1962), również jest działaczem SZŻAK.

## Odznaczenia
- Krzyż Srebrny Orderu Wojennego Virtuti Militari (1944)

- Krzyż Kawalerski Orderu Odrodzenia Polski
- Krzyż Walecznych
- Medal Wojska
- Złoty Krzyż Zasługi
- Brązowy Krzyż Zasługi
- Krzyż Partyzancki
- Krzyż Armii Krajowej
- Brązowy Medal „Za zasługi dla obronności kraju”
- Medal za Warszawę 1939–1945
- Medal za Odrę, Nysę, Bałtyk
- Medal Zwycięstwa i Wolności 1945
- Krzyż Pamiątkowy Akcji Burza
- Medal „Pro Memoria”
- Medal „Pro Patria”
- Kombatancki Krzyż Pamiątkowy „Zwycięzcom” (ZKRPiBWP)
- Odznaka Marynarki Wojennej RP
- Krzyż 90-lecia Związku Inwalidów Wojennych RP
- Krzyż 95-lecia Związku Inwalidów Wojennych RP
- Medal „Za Zasługi dla ŚZŻAK”
- Odznaczenie Pamiątkowe „Wierni Akowskiej Przysiędze” (SZŻAK)
- Medal XXXV-lecia ZŻWP
- Odznaka Honorowa im. Krystyny Krachelskiej – Pamięci Powstania Warszawskiego
- Złoty Krzyż Honorowy „Za Zasługi dla Związku Piłsudczyków RP”
- Złota Odznaka Związku Inwalidów Wojennych RP
- Krzyż harcerski: 1934[1]
- Odznaka „Weteran Walk o Wolność i Niepodległość Ojczyzny”
- Medal Prezydenta Miasta Gdańska
- Wyróżnienie Prezydenta Miasta Gdańska w kategorii „Aktywny Senior”
- honorowy obywatel miasta Brzeska[5][6]